# Pinkan Mambo
Pinkan Mambo, de son nom complet Pinkan Ratnasari Mambo (née le 11 novembre 1980 à Jakarta) est une chanteuse, actrice et danseuse indonésienne. Ancienne membre du groupe de Rock indonésien Ratu, elle a commencé une carrière solo depuis à la fin de 2004 sous le surnom de Pingkan.

## Jeunesse
Pinkan Mambo est née le 11 novembre 1980 à Jakarta en Indonésie dans une famille très pauvre issue de la minorité ethnique Minahasa qui est originaire de Manado dans le Sulawesi du Nord. Elle est la fille de Deetje Syarif Iwanas et de Youke Mambo. Pinkan a également un frère jumeau, Panky et un frère cadet, Okamura.
Elle n'est âgée que de cinq ans quand son père réclame le divorce, quitte son épouse et l'abandonne avec ces trois enfants pour repartir faire sa vie dans sa ville natale de Manado. La mère de Pinkan, Deetje étant couturière n'avait à l'époque pas les moyens suffisants pour élever décemment tous ses enfants et se résolut alors à garder ses deux fils auprès d'elle et à envoyer sa fille vivre chez sa grand-mère maternelle, à Cipete, au sud de la ville de Jakarta.
Pinkan est restée ainsi vivre pratiquement jusqu'à sa majorité chez sa grand-mère, cette dernière qui est une fervente musulmane imposait à Pinkan une éducation conservatrice et un cadre de vie très strict, obligation de toujours manger de la main droite, couvre-feu de bonne heure, interdiction d'avoir d'autres camarades de jeux en dehors de ses cousins ou pratique obligatoire et quotidienne de la prière. Ces nombreuses règles de vie sévères et le fait d'être privée de la compagnie de ses parents a fait grandir Pinkan dans une atmosphère de détresse affective.
Néanmoins à l'école, Pinkan se révèle être bonne élève et se discerne bien auprès de ces camarades par son caractère discipliné. Néanmoins, en vieillissant, bien qu'elle fût connue pour être assez renfermée sur elle-même, elle était très coquette et s'attire une certaine réputation auprès des garçons dans le quartier où elle réside car au fur et à mesure qu'elle grandit, elle se met à adopter des coiffures exubérantes, à porter toutes sortes de tenues excentriques, voire sexy et par l'usage d'un maquillage souvent extravagant. Son principal passe-temps consistait alors à se déguiser avec tous les vêtements qu'elle trouvait pour défiler devant le miroir du placard de chez sa grand-mère pour se donner l'impression d'être une célèbre actrice.
Fan invétérée de chanteuses comme Mariah Carey, Siti Nurhaliza, Whitney Houston, Anggun ou encore de Britney Spears, elle apprenait les chansons de ses idoles préférées pour les chanter à la fenêtre de sa chambre. Deetje, sa mère, en voyant à quelle point sa fille se révélait douée pour ces performances vocales notamment au karaoké, finit par lui donner son accord pour qu'elle laisse de côté le lycée pour devenir chanteuse de café.

## Début de carrière
Déterminée de poursuivre son rêve de devenir une chanteuse de renommée internationale, Pinkan commence à faire la tournée des bars et cafés de Jakarta dès 1998, Elle travaille principalement la nuit en essayant de combiner à la fois ses études. Changeant souvent de lieu de travail au gré des salaires, de la clientèle ou des conditions de travail et d'horaires, Pinkan a ainsi affirmée qu'elle aurait travaillée dans plus d'une centaine de cafés différents.
En 1999, elle fait la connaissance d'Ahmad Dhani qui effectuait en compagnie de son ex-épouse Maia Estianty des auditions en vue d'améliorer les effectifs de leur groupe musical nommer Dewa 19, ce dernier changera par la suite son nom en Ratu. En concurrence durant les auditions avec la chanteuse Reza Artamevia, Pinkan est finalement acceptée dans le groupe après avoir été auditionnée à plus de six reprises.
Les premières années, Pinkan reste dans l'ombre du couple vedette du groupe dirigé par Ahmad Dhani et Maia Estianty à la fois en tant que danseuse et soliste.
Mais progressivement sa popularité explose, grâce à son charisme et à sa voix mielleuse, elle prend ainsi plus d'influence sur le devant la scène comme l'en témoigne le succès de la sortie de leur premier album Bersama en 2003 qui dépassera les 250 000 ventes l'année de sa sortie.
Mais la collaboration ne durera pas et Pinkan sera finalement radiée du groupe fin 2004 car étant tombée enceinte hors mariage. Maia Estianty estimait que son attitude portait atteinte à l'image du groupe, le scandale a été aggravé à l'époque par le fait que Pinkan était enceinte d'un autre homme que son fiancé. Bien qu'à l'époque Pinkan ait affirmé qu'elle était partie de son plein gré, elle est par la suite revenue sur ses déclarations affirmant que ce serait Ahmad qui lui aurait demandé de démissionner sous la contrainte de sa femme.

## Carrière solo
Après avoir été contrainte de quitter Ratu, la chance malgré tout sourit vite à Pinkan et elle signe rapidement un contrat avec Sony BMG Music Entertainment qui lui permet de commencer ainsi sa carrière solo. Alors parrainez à ses débuts avec le chanteur Glenn Fredly, elle sort en collaboration avec lui son premier album Best Female Idol en décembre 2004 qui est une compilation de diverses reprises de chansons composées par de célèbres chanteuses indonésiennes et malaisiennes.
C'est après la sortie du second album Aku Tahu Rasanya en 2006 qu'elle expose entièrement ses capacités musicales avec un répertoire de chansons mêlant la musique disco, le pop mais aussi la danse du ventre avec son single "Kasmaran" qui est une de ces chansons les plus populaires.
Avec son tempérament très énergique et sa bonne humeur constante comme le démontre son aisance à enchaîner les chorégraphies tout en chantant et gardant le rythme, Pinkan a su s'attirer une grande popularité non seulement en dehors de l'Indonésie mais aussi à Taïwan, Malaisie, Singapour, Japon, Philippines, Hong Kong, Thaïlande. Mais le succès en Asie ne suffit pas pour Pinkan et elle rêve depuis toujours de tenter sa chance à l'étranger pour tenter de faire une carrière au niveau international. En 2010, elle fait une apparition en tant que Guest star dans le film d'horreur indonésien Selimut Berdarah aux côtés des célébrités Roy Marten et Ananda George.
Fin 2012, Pinkan annonce qu'à l'occasion d'un concert à Las Vegas, elle a eu le privilège d'obtenir une audition avec Damon Elliott, le producteur de Beyoncé. Bien que Pinkan ait échoué à l'audition, cela ne fait que renforcer sa motivation pour progresser à l'étranger. Au cours de l'été 2013, elle quitte définitivement Jakarta et part s'installer à Los Angeles bien déterminée selon ses propres mots à devenir comme Anggun.

## Vie privée
Pinkan est également très populaire dans la presse pour les nombreux scandales qui ont entouré sa personne depuis le milieu des années 2000. Au printemps 2004, elle révèle qu'elle est en plein cours des préparatifs de mariage avec son fiancé Mayzal Reza Tobroni et ce, malgré le désaccord de sa mère estimant qu'elle était trop jeune et pas assez mature pour se marier. Mais le mariage tenu en juillet 2004, sera finalement annulé au bout de quelques semaines car étant enceinte d'un autre homme hors-mariage, Pinkan avait alors précipité la cérémonie car victime d'un déni de grossesse, elle a découvert qu'elle était enceinte après avoir dépassé le premier trimestre de grossesse. Pinkan aurait sérieusement envisagé d'avoir recours au suicide tant la polémique provoquée par cette affaire dans les journaux ajoutée à l'indignation que cette grossesse avait suscité tant chez sa famille que celle de Reza était forte.
Elle finit par donner naissance à son premier enfant, un fils nommé Muhammad Alfa Rezel le 28 janvier 2005. Si Pinkan est toujours restée à ce jour énigmatique sur l'identité du père, elle a cependant nié ignorer de qui il était affirmant qu'elle ne souhaitait le révéler à son fils que quand elle estimera qu'il sera prêt à le savoir.
Peu après la naissance de son fils, Pinkan rencontre grâce à son cousin, un fan du nom de Sandy Sanjaya qui lui révèle ses sentiments seulement deux semaines après leurs rencontres et lui propose un mariage arrangé pour redorer son image. Malgré le fait qu'elle n'éprouve aucun sentiment pour lui et que ce dernier soit plus jeune qu'elle, Pinkan l'accepte et se remarie rapidement avec Sandy le 30 avril 2005. De cette union, Pinkan donne naissance à une fille nommée Michelle Ashley Rezya le 17 avril 2006.
Mais les relations entre Pinkan et Sandy se dégradent rapidement à partir de 2006, Pinkan reproche à son conjoint de trop se concentrer sur sa vie professionnelle au détriment de sa famille. Sandy étant trop occupé à gérer son entreprise à bien trop à faire en dehors du foyer familial et est contraint de souvent voyager en dehors de Jakarta ainsi qu'à l'étranger, par conséquent, il finit par se séparer de Pinkan, déménage à Bandung et réclame une demande de divorce le 1er décembre 2006. Mais la demande se heurte à l'opposition de Pinkan qui souhaite rester mariée pour le bien des enfants, le couple prend finalement la décision de rester ensemble. Cependant, cela ne règle toujours pas le problème de la distance, Sandy finit par s'éloigner de plus en plus de Pinkan et déménage pour Bali à partir de 2008. Pinkan finit par réclamer une demande de divorce fin mars 2009 après avoir vécu séparée de Sandy durant plus d'une année. Le divorce est officiellement promulgué le 14 octobre 2009 et la garde exclusive des enfants est revenue à Pinkan.
Rapidement après le divorce, Pinkan se retrouve un nouvel amant, un disc jockey qui répond au nom de DJ Steve mais Deetje, sa mère refuse d'y consentir car ils ne sont pas de la même religion. Inquiète, elle confie aux médias que ce dernier aurait une influence négative sur Pinkan et qu'elle est prête à couper les ponts avec sa fille si elle ne met pas un terme à leur relation. Finalement, Pinkan revient sur les déclarations de sa mère affirmant que DJ Steve était juste un ami et qu'elle n'était pas du tout pressée de se remarier.
Pinkan a également été très proche du chanteur philippin Christian Bautista entre 2010 et 2012, ayant effectué à de nombreuses reprises durant cette période des concerts en duo avec lui un peu partout en Asie du Sud-Est des rumeurs disant qu'il y aurait une romance entre eux ont commencez à voir le jour. Mais elles ont été démenties à plusieurs reprises.
En janvier 2011, elle annonce sa relation avec le joueur de football indonésien Febriyanto Wijaya, relation encore plus controversée que les précédentes et pour cause étant plus jeune qu'elle, ils ont plus de dix ans d'écarts. Pinkan a révélé qu'elle voulait prendre son temps avec Febriyanto avant d'envisager le mariage, mais ils ont fini par se séparer au cours de l'été 2012. En août de la même année, elle se remet en couple avec un homme d'affaires du nom de Patra. Mais la relation sombre dès 2013 car quand Pinkan a décidé de partir vivre aux États-Unis, Patra n'était alors pas en mesure de la suivre.
Pinkan finit par révéler sur les réseaux sociaux en octobre 2013 qu'elle s'est finalement remariée dans une église de Los Angeles avec un photographe et réalisateur de clip vidéo du nom de Steve Wantania qu'elle aurait rencontré quatre jours après être arrivée en Amérique. Parce qu'ils ont pris la décision de se marier au plus vite, à l'exception des enfants de Pinkan, aucun membre de sa famille n'a pu y assister. Elle annonce en décembre 2014 qu'elle est enceinte de son troisième enfant, elle fait son grand retour en Indonésie en février 2015 après une longue absence car elle voulait donnée naissance à son enfant en Indonésie,. Elle finit par donner naissance le 17 juin 2015 à une fille du nom de Queen Chara Wantania.
Le 21 avril 2017, elle révèle qu'elle est enceinte pour la quatrième fois et donne naissance le 17 août 2017 à son second fils, King Luke Wantania.

## Polémique sur sa conversion au Christianisme
En septembre 2010, la mère de Pinkan révèle aux médias que sa fille s'est secrètement convertie au christianisme depuis le milieu de l'année. Très perturbée par cette nouvelle, elle affirme que Pinkan avait beaucoup changé depuis sa rencontre avec son ancien amant, DJ Steve. Ainsi, elle se serait mise à acquérir à la suite de leur rupture des livres ayant pour thème les différentes religions du monde, ce serait après les avoir tous étudiés qu'elle aurait pris la décision de se faire baptiser et se serait mise à fréquenter l'église à partir du mois de juin.
L'annonce de cette information a fortement surpris le public indonésien, d'autant plus que Pinkan était connue pour être une musulmane pieuse et très active dans les milieux culturels soufies qu'elle avait côtoyé au contact d'Ahmad Dhani. Pinkan, qui avait ainsi pour habitude de donner mensuellement 2,5 % de ses revenus pour la zakât, s'est mise alors à réserver ce don pour la quête paroissiale.
Interrogé au sujet de la conversion de sa fille, le père de Pinkan a confirmé les nouvelles ne cachant pas être surpris par son choix bien qu'il respectât sa décision (les parents de Pinkan étant de différentes confessions). Il a entre autres déclaré qu'il doutait que DJ Steve ait pu avoir une influence dans le choix de son enfant car elle s'est convertie bien après que leur relation ait sombré.
Depuis que ces parents ont annoncé la nouvelle aux médias, Pinkan n'a de son côté plus cherché à cacher ou nier sa conversion mais a néanmoins toujours refusé d'aborder les raisons de son choix car elle estime qu'il en relève de sa vie privée,.

## Discographie
- 2003 : Bersamama
- 2004 : Best Female Idol
- 2005 : Cinta Tak Kan Usai
- 2006 : Aku Tahu Rasanya
- 2008 : Wanita Terindah
- 2010 : The Masterpiece of Rinto Harahap
- 2010 : Cintaku Dimutilasi
- 2012 : Tentang Cinta

## Filmographie
- 2010 : Selimut Berdarah
- 2019 : Horas Amang: Tiga Bulan untuk Selamanya